# 福山西インターチェンジ
福山西インターチェンジ（ふくやまにしインターチェンジ）は広島県福山市東村町の、山陽自動車道上にあるインターチェンジ。国道2号松永道路（自動車専用道路、当IC以西は尾道福山自動車道と重複）と接続していることから、事実上のジャンクションでもある。
福山市の旧松永市域や尾道市へのアクセスが良く、西瀬戸自動車道（瀬戸内しまなみ海道）を利用することで四国方面へもアクセスできる。福山西ICと福山東IC間のトンネル群については福山東ICを参照。

## 歴史
- 1991年（平成3年）3月20日：福山東IC - 福山西IC間開通に伴い、供用開始[1]。
- 1993年（平成5年）10月26日：福山西IC - 河内IC間開通[1]。

## 接続する道路
- E76 尾道福山自動車道
- 国道2号 松永道路

## 料金所
- ブース数：8

### 入口
- ブース数：3
  - ETC専用：1
  - ETC・一般：1
  - 一般：1

### 出口
- ブース数：5
  - ETC専用：2
  - 一般：3

## 隣
E2 山陽自動車道
(21)福山東IC - 千田BS - (21-1)福山SA/SIC - 福山本郷BS - (22)福山西IC - (22-1)尾道JCT - (23)尾道IC
E76 尾道福山自動車道
(22)福山西IC - 西藤IC - (1)西瀬戸尾道IC
国道2号 松永道路
今津ランプ - 今津PA - 福山西JCT - 西藤IC - 高須IC